# Moeneeb Josephs
Moeneeb Josephs, född 19 maj 1980 i Kapstaden, är en sydafrikansk fotbollsmålvakt som har spelat för Orlando Pirates och Sydafrikas landslag. Han debuterade för Orlando Pirates den 30 augusti 2008, i en 0–1 förlust mot Lamontville Golden Arrows. 
Inför säsongen 2013/2014 skrev han ett treårskontrakt med Bidvest Wits. Kontraktet har sedan förlängts till 2017 med en option på ett år.